# Belgische Gouden Schoen 2017
De Belgische Gouden Schoen 2017 werd op 7 februari 2018 uitgereikt. Het was de 64e keer dat de voetbaltrofee voor de beste speler in de Belgische competitie werd uitgedeeld. De uitreiking vond plaats in Paleis 12 in Brussel. Ruud Vormer van Club Brugge won de prijs voor de eerste keer. Hij ontving de Gouden Schoen uit handen van Louis van Gaal.
De Gouden Schoen voor beste Belgische voetbalster ging naar Janice Cayman van Montpellier HSC. Ze kreeg de trofee uit handen van voetbalanalist en oud-voetballer Jan Mulder.
Het gala werd uitgezonden door VTM en gepresenteerd door Maarten Breckx en Birgit Van Mol.

## Prijsuitreiking

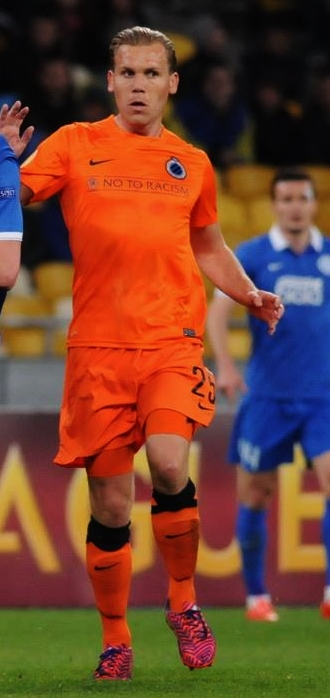
Gouden Schoen-winnaar Ruud Vormer.

### Winnaar
Club Brugge-speler Ruud Vormer werd op voorhand als de grote favoriet beschouwd. De Nederlandse middenvelder was een jaar eerder al in de top drie van het referendum geëindigd. In het seizoen 2016/17 werd hij met Club Brugge vicekampioen. In de zomer van 2017 nam hij bij de West-Vlaamse club de aanvoerdersband over van Timmy Simons en leidde hij zijn team in de eerste helft van het seizoen 2017/18 naar de leidersplaats, met een ruime voorsprong op eerste achtervolgers Sporting Charleroi en RSC Anderlecht. In december 2017 scoorde hij ook in de grootste thuiszege ooit van Club tegen de Brusselse rivaal (5–0). Youri Tielemans en Leander Dendoncker, die in 2017 de landstitel veroverden met Anderlecht, en Vormers ploeggenoot Hans Vanaken werden op voorhand als outsiders beschouwd.
De eerste stemronde werd gedomineerd door Anderlecht-spelers. Youri Tielemans won de eerste stemronde met 182 punten. Na hem kwamen zijn ploeggenoten Leander Dendoncker en Sofiane Hanni. Topfavoriet Ruud Vormer eindigde op de zevende plaats, met slechts tien punten. In de tweede stemronde kon Tielemans door zijn transfer naar AS Monaco echter geen punten meer verdienen. In de tweede stemronde trok Vormer met 230 punten aan het langste eind. Hij won zo de Gouden Schoen, met 58 punten voorsprong op Tielemans.
Voor het tweede jaar op rij werd ook de Gouden Schoen voor de beste Belgische speelster uitgereikt. De prijs ging voor het eerst naar Janice Cayman van Montpellier.

### Nevenprijzen
Naast de hoofdprijzen werden er ook vijf nevenprijzen uitgedeeld. Felice Mazzu van Charleroi werd uitgeroepen tot beste coach, Lovre Kalinić van AA Gent tot beste doelman en Henry Onyekuru, die in 2017 KAS Eupen inruilde voor RSC Anderlecht, tot belofte van het jaar. Ivo Rodrigues van Antwerp FC scoorde het mooiste doelpunt van het jaar. Eden Hazard van Chelsea werd voor de eerste keer beste Belg in het buitenland.

## Uitslag

### Mannen
| Nr. | Land                    | Naam                   | Club(s)                              | Ptn. |
| --- | ----------------------- | ---------------------- | ------------------------------------ | ---- |
| 1.  | Vlag van Nederland      | Ruud Vormer            | Club Brugge                          | 240  |
| 2.  | Vlag van België         | Youri Tielemans        | RSC Anderlecht / AS Monaco           | 182  |
| 3.  | Vlag van België         | Leander Dendoncker     | RSC Anderlecht                       | 172  |
| 4.  | Vlag van België         | Hans Vanaken           | Club Brugge                          | 126  |
| 5.  | Vlag van Japan          | Ryota Morioka          | Śląsk Wrocław / Waasland-Beveren     | 78   |
| 6.  | Vlag van Algerije       | Sofiane Hanni          | RSC Anderlecht                       | 39   |
| 7.  | Vlag van Spanje         | Alejandro Pozuelo      | KRC Genk                             | 36   |
| 8.  | Vlag van Peru           | Cristian Benavente     | Sporting Charleroi                   | 33   |
| 8.  | Vlag van Iran           | Kaveh Rezaei           | Esteghlal / Sporting Charleroi       | 33   |
| 10. | Vlag van Nigeria        | Henry Onyekuru         | KAS Eupen / RSC Anderlecht           | 25   |
| 11. | Vlag van Japan          | Yuya Kubo              | AA Gent                              | 15   |
| 12. | Vlag van Frankrijk      | Adrien Trebel          | RSC Anderlecht                       | 10   |
| 13. | Vlag van Zimbabwe       | Marvelous Nakamba      | Vitesse / Club Brugge                | 9    |
| 14. | Vlag van Colombia       | José Izquierdo         | Club Brugge / Brighton & Hove Albion | 8    |
| 15. | Vlag van Turkije        | Sinan Bolat            | FC Arouca / Antwerp FC               | 7    |
| 16. | Vlag van Nigeria        | Emmanuel Dennis        | Zorja Loehansk / Club Brugge         | 6    |
| 16. | Vlag van België         | Landry Dimata          | KV Oostende / VfL Wolfsburg          | 6    |
| 18. | Vlag van België         | Pieter Gerkens         | STVV / RSC Anderlecht                | 5    |
| 18. | Vlag van Spanje         | Francisco Martos       | Sporting Charleroi                   | 5    |
| 20. | Vlag van Burkina Faso   | Hassane Bandé          | KV Mechelen                          | 4    |
| 20. | Vlag van België         | Anthony Limbombe       | Club Brugge                          | 4    |
| 20. | Vlag van Congo-Kinshasa | Paul-José Mpoku        | Panathinaikos / Standard Luik        | 4    |
| 23. | Vlag van België         | Brecht Dejaegere       | AA Gent                              | 3    |
| 23. | Vlag van Spanje         | Luis García            | KAS Eupen                            | 3    |
| 23. | Vlag van Frankrijk      | Damien Marcq           | Sporting Charleroi / AA Gent         | 3    |
| 23. | Vlag van Roemenië       | Răzvan Marin           | Standard Luik                        | 3    |
| 23. | Vlag van Senegal        | Kara Mbodj             | RSC Anderlecht                       | 3    |
| 23. | Vlag van Zimbabwe       | Knowledge Musona       | KV Oostende                          | 3    |
| 29. | Vlag van Noorwegen      | Sander Berge           | KRC Genk                             | 2    |
| 29. | Vlag van Frankrijk      | Franck Berrier         | KV Oostende                          | 2    |
| 29. | Vlag van Frankrijk      | Teddy Chevalier        | KV Kortrijk                          | 2    |
| 29. | Vlag van Mali           | Abdoulay Diaby         | Club Brugge                          | 2    |
| 29. | Vlag van Frankrijk      | Samuel Gigot           | AA Gent                              | 2    |
| 29. | Vlag van België         | Geoffry Hairemans      | Antwerp FC                           | 2    |
| 29. | Vlag van België         | Faris Haroun           | Antwerp FC                           | 2    |
| 29. | Vlag van Kroatië        | Lovre Kalinić          | AA Gent                              | 2    |
| 29. | Vlag van Griekenland    | Nikos Karelis          | KRC Genk                             | 2    |
| 29. | Vlag van Congo-Kinshasa | Christian Luyindama    | Standard Luik                        | 2    |
| 29. | Vlag van België         | Siebe Schrijvers       | KRC Genk                             | 2    |
| 29. | Vlag van Senegal        | Ibrahima Seck          | Waasland-Beveren                     | 2    |
| 29. | Vlag van Servië         | Uroš Spajić            | RSC Anderlecht                       | 2    |
| 42. | Vlag van Senegal        | Moussa Diallo          | KAS Eupen                            | 1    |
| 42. | Vlag van Oekraïne       | Roeslan Malinovski     | KRC Genk                             | 1    |
| 42. | Vlag van Angola         | Clinton Mata           | Sporting Charleroi / KRC Genk        | 1    |
| 42. | Vlag van Frankrijk      | Soualiho Meïté         | Zulte Waregem / AS Monaco            | 1    |
| 42. | Vlag van Portugal       | Orlando Sá             | Standard Luik                        | 1    |
| 42. | Vlag van Zweden         | Isaac Thelin           | RSC Anderlecht / Waasland-Beveren    | 1    |
| 42. | Vlag van België         | Leandro Trossard       | KRC Genk                             | 1    |
| 42. | Vlag van België         | Hendrik Van Crombrugge | KAS Eupen                            | 1    |

### Vrouwen

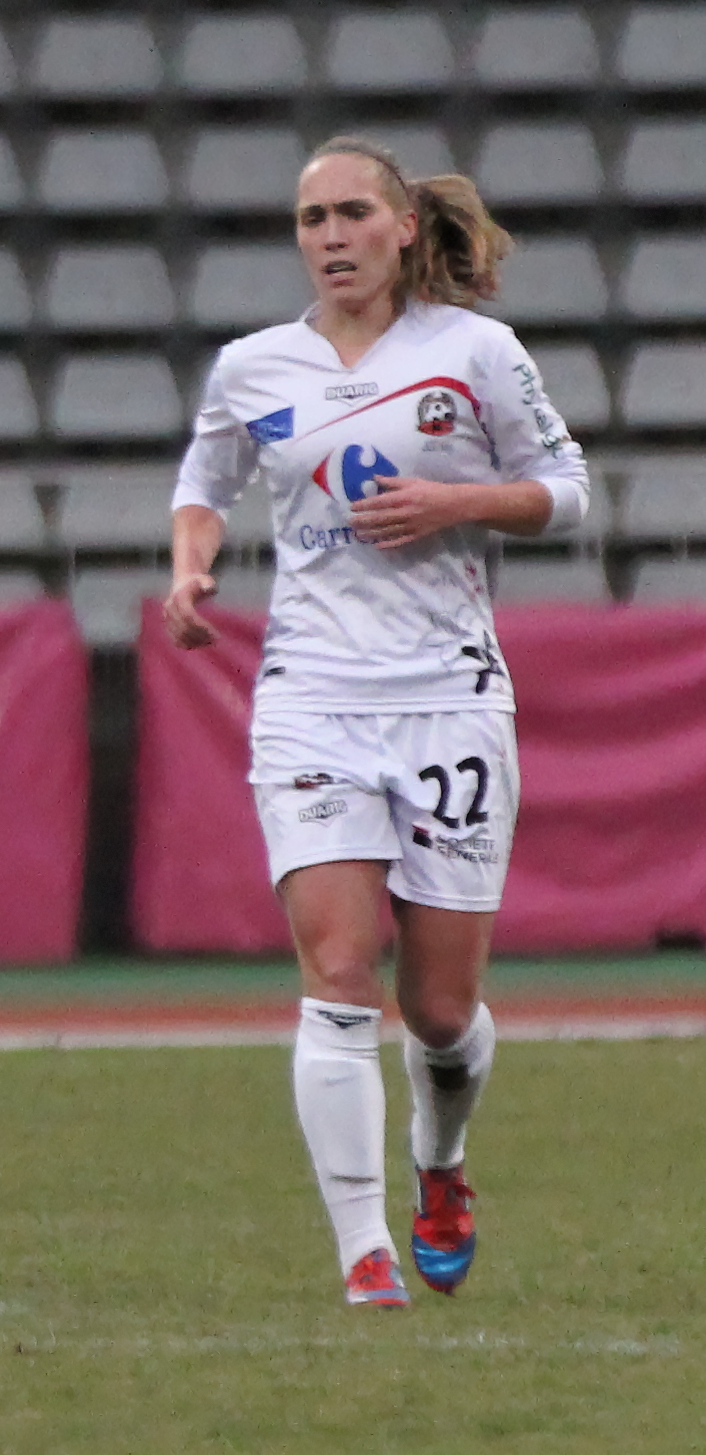
Janice Cayman won de Gouden Schoen voor vrouwen.

Bij de vrouwen kwamen enkel Belgen in aanmerking voor de Gouden Schoen.
| Nr. | Naam                | Club(s)                        | Ptn. |
| --- | ------------------- | ------------------------------ | ---- |
| 1.  | Janice Cayman       | Montpellier HSC                | 216  |
| 2.  | Tessa Wullaert      | VfL Wolfsburg                  | 183  |
| 3.  | Davina Philtjens    | AFC Ajax                       | 165  |
| 4.  | Aline Zeler         | Standard Luik / RSC Anderlecht | 71   |
| 5.  | Elke Van Gorp       | AA Gent / RSC Anderlecht       | 61   |
| 6.  | Laura Deloose       | RSC Anderlecht                 | 58   |
| 7.  | Julie Biesmans      | Standard Luik / Bristol City   | 48   |
| 8.  | Davinia Vanmechelen | Standard Luik / KRC Genk       | 47   |
| 9.  | Tine De Caigny      | RSC Anderlecht                 | 32   |
| 10. | Heleen Jaques       | RSC Anderlecht                 | 23   |

1954 · 
1955 · 
1956 · 
1957 · 
1958 · 
1959 · 
1960 · 
1961 · 
1962 · 
1963 · 
1964 · 
1965 · 
1966 · 
1967 · 
1968 · 
1969 · 
1970 · 
1971 · 
1972 · 
1973 · 
1974 · 
1975 · 
1976 · 
1977 · 
1978 · 
1979 · 
1980 · 
1981 · 
1982 · 
1983 · 
1984 · 
1985 · 
1986 · 
1987 · 
1988 · 
1989 · 
1990 · 
1991 · 
1992 · 
1993 · 
1994 · 
1995 · 
1996 · 
1997 · 
1998 · 
1999 · 
2000 · 
2001 · 
2002 · 
2003 · 
2004 · 
2005 · 
2006 · 
2007 · 
2008 · 
2009 · 
2010 · 
2011 · 
2012 · 
2013 · 
2014 · 
2015 · 
2016 · 
2017 ·
2018 ·
2019 ·
2020 ·
2022 ·
2023 ·
2024